# Tropiskt klimat

Världskarta över klimatzoner enligt Köppen-geiger i blått
Af
Am
Aw

Tropiskt klimat är enligt Köppens klimatklassifikation för klimatklassifikation ett nederbördsrikt klimat med medeltemperaturer över 18 grader Celsius under årets alla månader.

Tropikerna

Tropiskt klimat delas upp i tre olika kategorier: 
- Tropiskt regnskogsklimat (alla månader har minst 60 mm nederbörd[2])
  - Exempel:
    - Kuala Lumpur, Malaysia
    - Belém, Brasilien
    - Iquitos, Peru
    - Amazonområdet, Sydamerika
    - Hilo, Hawaii, USA
    - Georgetown, Guyana

- Tropiskt monsunklimat.
  - Exempel:
    - Jakarta, Indonesien
    - Conakry, Guinea
    - Chittagong, Bangladesh
    - Miami, Florida, USA
    - Cairns, Australien
    - Bangkok, Thailand

- Savannklimat.
  - Exempel:
    - Surabaya, Indonesien
    - Bombay, Maharashtra, Indien
    - Rio de Janeiro, Rio de Janeiro, Brasilien
    - Veracruz, Veracruz, Mexiko
    - Port-au-Prince, Haiti
    - Dar es-Salaam, Tanzania
    - Lagos, delstaten Lagos, Nigeria
    - Darwin, Northern Territory, Australien

## Utbredning
Tropiska klimatzonen omfattar områden i ett brett bälte runt ekvatorn som har klimat av tropisk typ. Även vissa områden som enligt Köppens system är arida, det vill säga torra, räknas ofta till den tropiska klimatzonen.
Tropikerna är det område som är beläget mellan Kräftans vändkrets och Stenbockens vändkrets, således med ekvatorn exakt i mitten. Detta område omfattar alla delar av jorden där solen står i zenit åtminstone en gång varje år. Tropikerna är den del av jordklotet där klimatet i allmänhet är tropiskt, men även andra klimattyper förekommer.
Pantropisk betecknar förekomst i den tropiska zonen (samt ibland även i subtropiska områden) på alla kontinenter.